# Formerie
Formerie község Franciaországban, Oise megyében. Lakosainak száma 2101 fő (2022. január 1.). Formerie Blargies, Bouvresse, Monceaux-l’Abbaye, Saint-Arnoult, Mureaumont, Campeaux, Canny-sur-Thérain, Grumesnil, Haucourt, Criquiers és Lannoy-Cuillère községekkel határos.
Új községként 2019. január 1-jén jött létre, amikor a régi Formerie Boutavent korábbi községgel egyesült.

## Népesség
A település népességének változása:
| Lakosok száma | 2131 | 2120 | 2113 | 2109 | 2105 | 2101 |
|               | 2017 | 2018 | 2019 | 2020 | 2021 | 2022 |